# Українці Маньчжурії
Українці Маньчжурії — особи з українським громадянством або національністю, які мешкають в Маньчжурії і є частиною української діаспори в КНР. Для збереження своєї культури, звичаїв та традицій створено асоціацію, що взаємодіє з Посольством України в КНР. Найбільшому розвитку й піднесення українська діаспора в Маньчжурії набула у 1890—1930-х роках. Фактично як велика громада припинила своє існування у 1948 році.

## Історія

### Початок громади
Українці почали прибувати до Маньчжурії у 90-х роках XIX століття на будівництво Східно-Китайської залізниці. Велика група українців приїхала туди з будівництва Закаспійської залізниці у Туркестані.
По закінченню робіт 1898 року більшість українців залишилися працювати на Східно-Китайській залізниці, створивши поселення у Харбіні, Мукдені, Дайрені, Кіріні. За різними оцінками, у першій третині XX століття в Маньчжурії мешкало від тридцяти до сорока п'яти тисяч українців. Центром українського громадського життя у Маньчжурії стало місто Харбін. Українців Маньчжурії того часу розглядають як частину Зеленого клину.
Українське національне життя в Маньчжурії розвивалося нерівномірно. До 1917-го воно мало винятково культурно-просвітницьку спрямованість. Після революційних подій 1917 року в Російській імперії, значно активізувався й національно-визвольний рух українців у Маньчжурії.

### 1917—1922 роки
У 1917—1921 роках культурно-просвітницька діяльність поєднувалась із політичною. Наприкінці того ж року з Харбіна до Києва виїхала військова частина (кілька стрілецьких сотень) на чолі із Петром Твардовським, сформована з українців Маньчжурії. Українське консульство в Харбіні діяло в 1918—1919 років. Його очолював Петро Твардовський. Це консульство було визнано радянською владою та Тимчасовим Сибірським урядом. Було налагоджено контакти із Українською Народною республікою. Представники українців Маньчжурії брали участь у Далекосхідних українських з'їздах.
1922 року до Маньчжурії почали прибувати українці із захопленого більшовиками далекосхідного Зеленого Клину, а також з України та Польщі. Поміж них виявилися колишні офіцери Січових Стрільців (із австрійської армії) І. Паславський та П. Марчишин, далекосхідний український письменник Й. Якимів, колишній голова Забайкальської української ради С. Шведин, активний учасник Українського з'їзду Слобожанщини О. Дроб'язко (пізніше переїхав до Тяньцзіня), організатори й учасники далекосхідних українських з'їздів на чолі з Й. Ступаком, математик М. Коблянський, полковник армії УНР Ю. Рой (Колчанів), громадський діяч із Амурщини В. Кушнаренко, кооператор із Київщини, колишній член Української Центральної ради Й. Сніжний, літератор із Харкова А. Діброва та інші. Втекло сюди також кілька українських діячів, яких у 1923—1924 рр. більшовики судили в Читі (Р. Барилович, П. Горовий, Ф. Смульський та П. Яхно). З Польщі до Маньчжурії приїхали лікар Д. Барченко й інженер О. Вітковський, із Праги — професор Іван Шлендик із дружиною. Українські політичні емігранти прагнули ввійти в контакт з українцями, які вже проживали в Маньчжурії, щоб спільно працювати в межах уже створених тут організацій. Але під впливом успіхів більшовиків, поразки УНР і ЗУНР, а також розпаду сибірської влади більшість діячів української спільноти охолола до громадської праці. Частина українців, щоб зберегти робоче місце на залізниці, оформила свої паспорти через радянське консульство в Харбіні, дехто прийняв китайське громадянство.
1923 року, з огляду на зближення Китайської Республіки з Радянським Союзом, китайська влада вдалася до утисків українських організацій. Проте незважаючи на складні умови протягом 1920-х років діаспора продовжувала існувати, хоча частина українців перебралася до Шанхаю, Гонконгу, деякі — до Бразилії і Аргентини.

### 1930-ті роки і занепад
Українське громадське життя у Маньчжурії пожвавилося 31-го року з утворенням буферної держави Маньчжу-Ґо. Українська діаспора на той час становила до 30 тис. осіб. Була зосереджена в містах — Харбіні (проживало 15–20 тисяч осіб), Мукдені, Дайпені, Гіріні.
Втім з 1937 року українців почали відчувати утиски від влади. З приходом до Маньчжурії 1945 року радянської армії всі українські товариства були закриті. Більшість їхніх активістів були заарештовані та ув'язнені, деякі з них розстріляні, як-от колишній полковник армії УНР Юрій Рой та професор Іван Шлендик.
Ті з українців Маньчжурії, хто встиг перебратися до інших районів Китаю, на початку 1949 року були разом з рештою українців Китаю трьома групами евакуйовані на Філіппіни і Тайвань. Звідти вони згодом виїхали до Канади, Аргентини, Сполучених Штатів Америки та Австралії. Але встигла зробити це, порятуватися, лишень дуже мала кількість українців Маньчжурії. Іншим шлях прослався через ҐУЛАҐ у Радянський Союз. На тому закінчилася історія української Маньчжурії.

## Сучасність
Лише з оголошенням незалежності України у 1991 році та встановленням українсько-китайських дипломатичних відносин починається відродження українського життя в Маньчжурії. Нині більшість мешкає в Харбіні, де проживає декілька десятків українців. Студенти складають більшість серед української громади у Харбіні. Вони організовують вечори українських пісень, беруть участь у фестивалях культур, допомагаючи присутнім більше дізнатися про Україну та її культуру.

## Організації
7 грудня 1907 року в Харбіні було засновано Український клуб, при якому діяли бібліотека, театральний гурток на чолі з актором Українцевим, хор під керівництвом диригента Машина.
Під час Першої світової війни Клуб організував збір коштів і пересилку їх до Києва та Петербурґа для допомоги українцям, потерпілим від бойових дій. 1916 року при Клубі була відкрита перша на Далекому Сході українська початкова школа. Згодом на пожертви українців Маньчжурії у Харбіні був зведений Український Народний Дім. Там працювали школа, гімназія, «Просвіта», кооператив «Згода», музичні гуртки, діяла українська православна парафія Святої Покрови, видавався тижневик «Засів».
16 липня 1917 року в Харбіні відбувся з'їзд українців Маньчжурії, який обрав Маньчжурську окружну раду. До її складу входили 9 українських організацій та ряд гуртків. Раду очолювали І. Мозолевський (голова), С. Кукуруза, П. Твардовський та М. Юрченко (секретар). Ця організація одержала з Києва право на реєстрацію українців та видачу посвідчень про їхнє українське громадянство. Військову секцію ради очолював Петро Твардовський, який сформував дві українські сотні — ім. Тараса Шевченка у Харбіні та ще одну — на станції Хайлар. У 1921 році Рада припинила існування.
Протягом 1923 року були закриті українські гімназія та інші установи, конфісковані будинок Народного Дому та майно Українського Клубу. З захоплення Маньчжурії японцями ситуація для українців покращилася.
1926 року у Харбіні було засноване товариство «Січ», перейменоване у 1928 року на «Просвіту». У 1930 році воно отримало від центральної «Просвіти» у Львові офіційне право називатися її відділом. «Просвіта» в Харбіні була єдиною українською організацією, що діяла в той час на Далекому Сході.
У першій половині 1930-х років У Харбіні був відновлений Український Народний Дім (1933 року), діяли Українська Національна Громада, Союз Українських Еміґрантів, «Просвіта», Спілка Української Молоді (з 1932 року) та інші організації. У Харбіні був заснований клуб «Прометей» для організації співробітництва з еміґрантами інших поневолених більшовиками націй. 1931 року зведено українську церкву Покрова Пресвятої Богородиці на Старому кладовищі в Харбіні.
Харбінський СУМ, як засвідчують джерела, був національною організацією української молоді, він ставив за мету об'єднати всі українські молоді сили розсіяні на Далекому Сході. У 1932—1933 роках СУМ уже мав свою бібліотеку, видавав журнал «Молодий Українець».
З 1934 року в Маньчжурії розгортає свою діяльність Організація українських націоналістів. Харбін відвідав голова ОУН полковник Євген Коновалець. У разі великої війни між СССР і Японією ОУН вважала за можливе створення Далекосхідної української держави під японським протекторатом і у разі згоди Токіо на це була готова надати всю можливу допомогу у воєнних діях проти більшовиків. Японська реакція на ці пропозиції невідома. Євген Коновалець, нав'язавши співробітництво з японськими військовими колами в боротьбі проти комунізму, висилав через Токіо в Маньчжурію членів ОУН з завданням наладнати зв'язки з українським населенням Зеленого Клину, з вояками-українцями, що служать у Червоній армії на Далекому Сході, із політичними в'язнями радянських концтаборів. Завданням груп ОУН, висланих на Далекий Схід, було назовні — провадити громадсько-політичну діяльність серед української діаспори Маньчжурії, а насправді — налагодити зв'язок ОУН з українцями Сибіру та намагатися організовувати співпрацю на місцях із японцями.
У червні 1935 року у Харбіні був створений координаційний центр під назвою «Українська Національна Колонія». Він залишився єдиною легальною українською організацією після заборони 1937 року японською військовою владою всіх інших українських товариств.
1945 року зі знищення МАньчжоу-Ґо радянськими військами всі українські товариства були закриті. Архіви українських організацій у Харбіні керівництво Української національної колонії встигло спалити за день-два до відступу японців; якісь рештки цих архівів з Маньчжурії, за свідченням сучасників, було вивезено до Чити (де з 1922 року чекають вивчення та оприлюднення архівні українські матеріали з Далекосхідної республіки).
З 1990-х років починається відродження діяльності українських організації, що складалася зі студентів Харбінського університету. Натепер асоціацію українців в Харбіні очолює Олена Балабас.

## Засоби інформації
У Маньчжурії в Харбіні у червні 1917 р. вийшли «Вісті українського клубу в Харбіні», в листопаді 1917 р. — місячник «Засів», видавцем якого була «Культурно-освітня секція української окружної маньчжурської ради», 1921 р. — місячник «Вимоги життя», який був органом «Української громади», 1924 р. — щотижнева газета «Харбінський вісник», яку редагував П. Тищенко.
З 1923 року, щоб уникнути переслідувань, приміром, редакція тижневика «Українське життя» видавала у Харбіні кожне число за підписом японця. Ситуація змінилася на початку 1930-х років. Українці видавали тижневик «Маньчжурський вісник», журнал «Далекий Схід», місячник «Вимоги життя», часопис «Український голос на Далекому Сході» тощо. Від 1934 року у Харбіні виходили в ефір передачі українського радіо.

## Культурне життя
Українське культурне життя в Маньчжурії розпочалося на початку 1900-х років. Так, у жовтні 1903 року в Харбіні виступала українська театральна трупа під керівництвом К. П. Мирославського з жіночим і чоловічим хором та оркестром, яка поставила кілька вистав, серед них «Назара Стодолю» Т. Г. Шевченка, «Наталку Полтавку» І. Котляревського. Власне, до 1907 року все українське культурне життя в регіоні розвивалося навколо театральних гуртків.

### Наукова діяльність
У 1944 році Анатолій Діброва та Василь Одинець створили й видали в Харбіні перший у світі українсько-японський словник.
Наприкінці 1990-х років Інститут лексикографії Хейлунцзянського університету в Харбіні з допомогою Канадського інституту українських студій Альбертського університету підготував і видав у Пекіні українсько-китайський словник. У майбутніх планах цього вишу — випуск китайсько-українського навчального словника, граматики української мови, самовчителя української мови для китайців, книги про визначних діячів української культури тощо.